# عبد الحميد الغرباوي
عبد الحميد الغرباوي من مواليد مدينة الدار البيضاء بالمغرب عام 1952. اشتغل في المجال الصحفي المكتوب لسنوات، فحيث بدأ مصححا، ثم محررا ومشرفا على الصفحة الثقافية اليومية لجريدة البيان، ثم انتقل بعد ذلك يعمل مدرسا في قطاع التعليم الخاص. وهو عضو اتحاد كتاب المغرب.
انتخب عبد الحميد الغرباوي عضوا في مكتب فرع الدار البيضاء لاتحاد كتاب المغرب، ثم رئيسا له. يكتب القصة القصيرة والقصيرة جدا والرواية وله أعمال منجزة في الفن التشكيلي، كما أنجز ترجمة لرواية باولو كويلو الخيميائي وترجمة أخرى لرائعة سان أنطون اكزيبيري الأمير الصغير. وله عدة مجموعات قصصية للأطفال وعمال روائية للناشئة. وله في الكتب المدرسية الداعمة أعمال في النحو والإعراب والصرف والإملاء أهمها: (سلسلة المعين)، أول عمل قصصي صدر له كان عام 1988 بعنوان (عن تلك الليلة أحكي)، تلت المجموعة أعمال عدة (18 مجموعة قصصية) وفي الرواية: أول عمل صدر له كان عملا مشتركا مع الكاتب إدريس الصغير بعنوان (ميناء الحظ الأخير) تلته أعمال أخرى وعدد رواياته الصادرة إلى الآن 8 روايات.